# Katarzyna Metelska-Szaniawska
Katarzyna Emilia Metelska-Szaniawska – polska ekonomistka, doktor habilitowany nauk ekonomicznych, profesor na Uniwersytecie Warszawskim, specjalistka od ekonomicznej analizy prawa, ekonomii politycznej, teorii wyboru publicznego oraz mikroekonomii.

## Kariera naukowa
W 2004 roku na Uniwersytecie Warszawskim uzyskała tytuł magistra ekonomii. W 2006 roku na Wydziale Nauk Ekonomicznych tej samej uczelni uzyskała stopień doktora nauk ekonomicznych na podstawie rozprawy pt. Konstytucyjne czynniki reform gospodarczych w krajach postsocjalistycznych. Studium empiryczne, której promotorem był Jerzy Wilkin. W tym samym roku została zatrudniona na tejże uczelni, a w 2017 roku uzyskała na jej Wydziale Nauk Ekonomicznych stopień doktora habilitowanego nauk ekonomicznych na podstawie pracy pt. Ekonomiczne efekty postsocjalistycznych konstytucji w 25 lat od rozpoczęcia transformacji. Perspektywa konstytucyjnej ekonomii politycznej.